# Крестинская, Наталья Николаевна
Наталья Николаевна Крестинская (1920 — 2009) — советский и российский врач-кардиолог, младший сержант медицинской службы запаса, кандидат медицинских наук, заслуженный врач РСФСР (1984).

## Биография
Родилась в семье Николая Николаевича Крестинского и Веры Моисеевны Югенбург, проживала в Кремле, семьёй навещали В. И. Ленина в Горках. С 1938 и до ареста, который произошёл 11 июня 1939, обучалась в Первом Московском государственном медицинском институте, репрессирована как ЧСИР и 17 ноября того же года осуждена ОСО при НКВД СССР по статьям 58-10, 58-11 УК РСФСР за «участие в антисоветской организации» к трём годам ссылки в Красноярский край. Находилась в ссылке в Казахской ССР, в 1940–1942 работала сигнарантом и счетоводом в аптеке в Актюбинске, прошла обучение в школе младших командиров. После окончания школы медсестёр в годы Великой Отечественной войны работала там же медсестрой хирургического отделения городской больницы, где находились на лечении раненые. С 1942 до 1943 обучалась в Крымском медицинском институте, эвакуированного в город Кзыл-Орда, одновременно работала медсестрой детского отделения городской больницы. С 1943 до 1947 оканчивала Самаркандский медицинский институт. Реабилитирована 25 января 1956. С 1960 до 1994 работала врачом кардиологического отдела НИИ сердечно-сосудистой хирургии имени А. Н. Бакулева, консультантом сосудистого отделения института, затем до 1997 там же врачом клинико-диагностического отделения. С 1997 до 2009 являлась ведущим переводчиком лаборатории института по обеспечению международных научных программ и разработке научных основ сотрудничества с зарубежными странами. Похоронена на Новодевичьем кладбище.